# 内田弘子
内田 弘子（うちだ ひろこ、1936年2月11日 - ）は、日本の陸上競技選手。
1960年ローマオリンピックと1964年東京オリンピックに、女子円盤投げで出場した。
1957～1958年の日本陸上競技選手権大会女子円盤投げで3連覇した。